# Monanthotaxis parvifolia
Monanthotaxis parvifolia är en kirimojaväxtart som först beskrevs av Daniel Oliver, och fick sitt nu gällande namn av Bernard Verdcourt. Monanthotaxis parvifolia ingår i släktet Monanthotaxis och familjen kirimojaväxter.

## Underarter
Arten delas in i följande underarter:
- M. p. kenyensis
- M. p. parvifolia